# ناتولا
ممر ناتولا هو ممر جبلي في جبال الهيمالايا. يربط بين ولاية سيكيم الهندية مع منطقة التبت الصينية. يمتد الممر حوالي 4310 م (14140 قدم) فوق مستوى سطح البحر،  يشكل جزءا من طريق الحرير القديم (ناثو) يعني «آذان الأاستماع» ولا يعني «تمرير» في اللغة التبتية. ويمر بالفرب من شرق غانتوك عاصمة سيكيم بحوالي 50 كم (31 ميل). ولا يمكن لغير مواطني الهند زيارة الممر وذلك بعد الحصول على تصريح في غانتوك.
يعتبر ممر ناثو واحد من أهم ثلاث مراكز تجارية مفتوحة التي تقع على الحدود بين الصين والهند. أغلقت المنطقة من قبل الهند بعد الحرب الصينية-الهندية عام 1962 ثم أعيد افتتاحه في عام 2006 بعد العديد من الاتفاقيات التجارية الثنائية. وكان السبب وراء إعادة افتتاحه هو لتقصير مسافة السفر إلى الأماكن المقدسة الهندوسية والبوذية المهمة في المنطقة، وكان من المتوقع تعزيز أقتصاد المنطقة التي تلعب دورا رئيسيا في التجارة بين الصين والهند المتنامية. ومع ذلك، يقتصر التجارة على أنواع معينة من السلع ولأيام محددة من الأسبوع.